# ULAF Superleague 2019
La ULAF Superleague 2019 è la 4ª edizione del campionato di football americano di primo livello, organizzato dalla ULAF.
Gli Storm Odessa si sono ritirati a campionato iniziato, perdendo quindi gli incontri non disputati per 24-0 a tavolino.

## Squadre partecipanti
| Club                 | Città    | Stadio | Sponsor ufficiale | Risultato nella stagione 2018 |
| -------------------- | -------- | ------ | ----------------- | ----------------------------- |
| Dnipro United        | Dnipro   |        |                   |                               |
| Kharkiv Atlantes     | Charkiv  |        |                   |                               |
| Lviv Lions           | Leopoli  |        |                   |                               |
| Kiev Capitals        | Kiev     |        |                   |                               |
| Kiev Patriots        | Kiev     |        |                   |                               |
| Kiev Slavs           | Kiev     |        |                   |                               |
| Kiev Stallions       | Kiev     |        |                   |                               |
| Storm Odessa         | Odessa   |        |                   |                               |
| Uzhgorod Lumberjacks | Užhorod  |        |                   |                               |
| Vinnytsia Wolves     | Vinnycja |        |                   |                               |

## Stagione regolare

### Calendario

#### 1ª giornata
| Kiev 14 aprile 2019, ore 14:00 | Kiev Capitals | 42 – 0 referto | Kiev Slavs | Stadion NUOU im. Ivana Černjachovskogo\| Arbitro: \| Novikov \| |
| Arbitro:                       | Novikov       |                |            |                                                                 |

#### 2ª giornata
| Odessa 20 aprile 2019, ore 15:00 | Storm Odessa | 19 – 24 referto | Kiev Stallions | Stadion FSK IVAN\| Arbitro: \| Tkačenko \| |
| Arbitro:                         | Tkačenko     |                 |                |                                            |

| Vinnycja 21 aprile 2019, ore 14:00 | Vinnytsia Wolves | 12 – 31 (6-6 0-16 6-3 0-6) referto | Lviv Lions | Sportkompleks Niva, Park Chimik\| Arbitro: \| Artem'jev \| |
| Arbitro:                           | Artem'jev        |                                    |            |                                                            |

| Dnipro 21 aprile 2019, ore 16:00 | Dnipro United | 6 – 36 referto | Kiev Patriots | Stadion Molodižnogo parku vidpočinkuta dozvillja\| Arbitro: \| Novikov \| |
| Arbitro:                         | Novikov       |                |               |                                                                           |

#### 3ª giornata
| Kiev 4 maggio 2019, ore 17:00 | Kiev Patriots | 54 – 2 referto | Storm Odessa | Stadion Lokomotiv\| Arbitro: \| Tkačenko \| |
| Arbitro:                      | Tkačenko      |                |              |                                             |

| Leopoli 5 maggio 2019, ore 14:00 | Lviv Lions | 21 – 0 (0-0 6-0 0-0 15-0) referto | Kiev Slavs | Stadion Junist' |

| Kiev 5 maggio 2019, ore 14:00 | Kiev Capitals | 45 – 2 referto | Uzhgorod Lumberjacks | Stadion NUOU im. Ivana Černjachovskogo\| Arbitro: \| Tkačenko \| |
| Arbitro:                      | Tkačenko      |                |                      |                                                                  |

| Dnipro 5 maggio 2019, ore 16:00 | Dnipro United | 12 – 48 referto | Kharkiv Atlantes | Stadion Olimpijski Rezervi |

#### 4ª giornata
| Kiev 18 maggio 2019, ore 13:30 | Kiev Slavs | 21 – 2 referto | Vinnytsia Wolves | Stadion NUOU im. Ivana Černjachovskogo\| Arbitro: \| Tkačenko \| |
| Arbitro:                       | Tkačenko   |                |                  |                                                                  |

| Charkiv 18 maggio 2019, ore 14:00 | Kharkiv Atlantes | 41 – 50 referto | Kiev Patriots | Stadion Zirka\| Arbitro: \| Novikov \| |
| Arbitro:                          | Novikov          |                 |               |                                        |

| Užhorod 19 maggio 2019, ore 14:00 | Uzhgorod Lumberjacks | 28 – 48 referto | Lviv Lions | Stadion Avangard\| Arbitro: \| Artem'jev \| |
| Arbitro:                          | Artem'jev            |                 |            |                                             |

| Kiev 19 maggio 2019, ore 14:00 | Kiev Stallions | 36 – 36 referto | Dnipro United | Stadion Lokomotiv\| Arbitro: \| Tkačenko \| |
| Arbitro:                       | Tkačenko       |                 |               |                                             |

#### 5ª giornata
| Charkiv 1º giugno 2019, ore 14:00 | Kharkiv Atlantes | 22 – 5 referto | Kiev Stallions | Stadion Zirka |

| Dnipro 2 giugno 2019, ore 16:00 | Dnipro United | 24 – 0 (a tavolino) referto | Storm Odessa | Stadion Olimpijski Rezervi |

| Vinnycja 2 giugno 2019, ore 17:00 | Vinnytsia Wolves | 20 – 6 referto | Uzhgorod Lumberjacks | Sportkompleks Niva, Park Chimik |

#### 6ª giornata
| Leopoli 9 giugno 2019, ore 14:00 | Lviv Lions    | 28 – 89 referto | Kiev Capitals | Stadion Junist'\| Arbitro: \| Volodimirovič \| |
| Arbitro:                         | Volodimirovič |                 |               |                                                |

#### 7ª giornata
| Kiev 15 giugno 2019, ore 18:00 | Kiev Patriots | 20 – 13 referto | Kiev Stallions | Stadion Lokomotiv\| Arbitro: \| Tkačenko \| |
| Arbitro:                       | Tkačenko      |                 |                |                                             |

| 16 giugno 2019, ore 13:00 | Storm Odessa | 0 – 24 (a tavolino) referto | Kharkiv Atlantes |  |

| Vinnycja 16 giugno 2019, ore 14:00 | Vinnytsia Wolves | 28 – 30 referto | Kiev Capitals | Sportkompleks Niva, Park Chimik\| Arbitro: \| Alekseev \| |
| Arbitro:                           | Alekseev         |                 |               |                                                           |

| Užhorod 16 giugno 2019, ore 15:00 | Uzhgorod Lumberjacks | 41 – 6 referto | Kiev Slavs | Stadion Avangard\| Arbitro: \| Tkačenko \| |
| Arbitro:                          | Tkačenko             |                |            |                                            |

### Classifiche
Le classifiche della regular season sono le seguenti:
- PCT = percentuale di vittorie, G = partite giocate, V = partite vinte, P = partite perse, PF = punti fatti, PS = punti subiti

#### Girone Ovest
| Pos. | Squadra              | PCT   | G | V | N | P | PF  | PS  |
| ---- | -------------------- | ----- | - | - | - | - | --- | --- |
| 1    | Kiev Capitals        | 1.000 | 4 | 4 | 0 | 0 | 206 | 58  |
| 2    | Lviv Lions           | .750  | 4 | 3 | 0 | 1 | 128 | 129 |
| 3    | Uzhgorod Lumberjacks | .250  | 4 | 1 | 0 | 3 | 77  | 119 |
| 4    | Vinnytsia Wolves     | .250  | 4 | 1 | 0 | 3 | 62  | 88  |
| 5    | Kiev Slavs           | .250  | 4 | 1 | 0 | 3 | 27  | 106 |

#### Girone Est
| Pos. | Squadra          | PCT   | G | V | N | P | PF  | PS  |
| ---- | ---------------- | ----- | - | - | - | - | --- | --- |
| 1    | Kiev Patriots    | 1.000 | 4 | 4 | 0 | 0 | 160 | 62  |
| 2    | Kharkiv Atlantes | .750  | 4 | 3 | 0 | 1 | 138 | 67  |
| 3    | Kiev Stallions   | .375  | 4 | 1 | 1 | 2 | 78  | 97  |
| 4    | Dnipro United    | .375  | 4 | 1 | 1 | 2 | 78  | 120 |
| 5    | Storm Odessa     | .000  | 4 | 0 | 0 | 4 | 21  | 126 |

## Playoff

### Tabellone
|  | Primo turno di wildcard | Primo turno di wildcard | Primo turno di wildcard |  |  | Secondo turno di wildcard | Secondo turno di wildcard | Secondo turno di wildcard |    |    | Semifinali    | Semifinali    | Semifinali |  |  | Finale | Finale | Finale |
|  |                         |                         |                         |  |  |                           |                           |                           |    |    |               |               |            |  |  |        |        |        |
|  |                         |                         |                         |  |  |                           |                           |                           |    |    |               |               |            |  |  |        |        |        |
|  |                         |                         |                         |  |  |                           |                           |                           |    |    |               |               |            |  |  |        |        |        |
|  |                         |                         |                         |  |  |                           |                           |                           |    |    |               |               |            |  |  |        |        |        |
|  |                         |                         |                         |  |  |                           |                           |                           |    | 1O | Kiev Capitals | 52            |            |  |  |        |        |        |
|  |                         |                         |                         |  |  |                           | 3E                        | Kiev Stallions            | 0  |    |               |               |            |  |  |        |        |        |
|  |                         |                         |                         |  |  | 2E                        | Kharkiv Atlantes          | 8                         |    |    |               |               |            |  |  |        |        |        |
|  | 3E                      | Kiev Stallions          | 34                      |  |  | 3E                        | Kiev Stallions            | 19                        |    |    |               |               |            |  |  |        |        |        |
|  | 4E                      | Dnipro United           | 14                      |  |  |                           |                           |                           |    |    | 1O            | Kiev Capitals | 49         |  |  |        |        |        |
|  |                         |                         |                         |  |  |                           | 1E                        | Kiev Patriots             | 21 |    |               |               |            |  |  |        |        |        |
|  |                         |                         |                         |  |  |                           |                           |                           |    |    |               |               |            |  |  |        |        |        |
|  |                         |                         |                         |  |  |                           |                           |                           |    |    |               |               |            |  |  |        |        |        |
|  |                         |                         |                         |  |  |                           |                           |                           |    | 1E | Kiev Patriots | 41            |            |  |  |        |        |        |
|  |                         |                         |                         |  |  |                           | 3O                        | Uzhgorod Lumberjacks      | 24 |    |               |               |            |  |  |        |        |        |
|  |                         |                         |                         |  |  | 2O                        | Lviv Lions                | 12                        |    |    |               |               |            |  |  |        |        |        |
|  | 3O                      | Uzhgorod Lumberjacks    | 34                      |  |  | 3O                        | Uzhgorod Lumberjacks      | 28                        |    |    |               |               |            |  |  |        |        |        |
|  | 4O                      | Vinnytsia Wolves        | 27                      |  |  |                           |                           |                           |    |    |               |               |            |  |  |        |        |        |

|  | Finale 3º - 4º posto |                      |    |  |
|  |                      |                      |    |  |
|  | 3E                   | Kiev Stallions       | 25 |  |
|  | 3O                   | Uzhgorod Lumberjacks | 7  |  |

### Primo turno Wild Card
| 22 giugno 2019 | Kiev Stallions | 34 – 14 | Dnipro United |  |

| 23 giugno 2019 | Uzhgorod Lumberjacks | 34 – 27 | Vinnytsia Wolves |  |

### Secondo turno Wild Card
| 30 giugno 2019 | Kharkiv Atlantes | 8 – 19 | Kiev Stallions |  |

| 30 giugno 2019 | Lviv Lions | 12 – 28 | Uzhgorod Lumberjacks |  |

### Semifinali
| 13 luglio 2019 | Kiev Patriots | 41 – 24 | Uzhgorod Lumberjacks |  |

| 14 luglio 2019 | Kiev Capitals | 52 – 0 | Kiev Stallions |  |

### Finale 3º - 4º posto
| 27 luglio 2019 | Kiev Stallions | 25 – 7 | Uzhgorod Lumberjacks |  |

### Finale
| 28 luglio 2019 | Kiev Capitals | 49 – 21 | Kiev Patriots |  |

## Verdetti
- Kiev Capitals Campioni di Ucraina 2019